# Hinsbourg
Hinsbourg är en kommun i departementet Bas-Rhin i regionen Grand Est (tidigare regionen Alsace) i nordöstra Frankrike. Kommunen ligger i kantonen La Petite-Pierre som tillhör arrondissementet Saverne. År 2022 hade Hinsbourg 117 invånare.

## Befolkningsutveckling
Antalet invånare i kommunen Hinsbourg
| Referens: INSEE |